# 懷特克勞德 (堪薩斯州)
懷特克勞德（英語：White Cloud）是一個位於美國堪薩斯州多尼芬縣的城市。

## 地方資料
根據2020年美國人口普查的數據，懷特克勞德的面積為6.17平方千米，當中陸地面積為6.06平方千米，而水域面積為0.11平方千米。當地共有人口168人，而人口密度為每平方千米27.23人。